# Polinomis de Txebixov
En matemàtica, els polinomis de Txebixov, anomenats així en honor del matemàtic rus Pafnuti Txebixov, són dues famílies de polinomis ortogonals molt importants en teoria d'aproximació de funcions, ja que s'utilitzen les seves arrels (anomenades nodes de Txebixov) com a nodes d'interpolació.
Com s'ha dit anteriorment, hi ha dues classes de polinomis de Txebixov, els polinomis de primer tipus {\displaystyle \,T_{n}(x)} i els de segon tipus {\displaystyle \,U_{n}(x)} que guarden una relació molt estreta entre ells.

## Definició
Hi ha dues maneres diferents de definir els polinomis de Txebixov: mitjançant relacions trigonomètriques o utilitzant una determinada recurrència. Primer ho farem trigonomètricament i llavors demostrarem la recurrència (tot i que també es podria fer a l'inrevés).

### Primer tipus
A continuació definirem els polinomis de Txebixov de primer tipus. Encara que a primera vista pugui no semblar-ho, realment es tracta d'un conjunt de polinomis, com es veurà més clarament un cop donem la definició recurrent.
| Definim la família de polinomis de Txebixov de primer tipus com: {\displaystyle T_{n}(x)=\cos(n\arccos x),\quad -1\leq x\leq 1,\quad n\geq 0} O també: {\displaystyle T_{n}(x)=\cosh(n\cosh ^{-1}x),\quad n\geq 0} |

Per simplificar, podem suposar que {\displaystyle \,x=\cos \theta =\cosh \alpha }. Podem escriure, doncs, la següent relació:

{\displaystyle T_{n}(x)=\cos(n\theta )=\cosh(n\alpha )\,}

Aquesta notació, pel fet de ser més simple, facilita molt els càlculs.
A partir d'aquesta definició, podem molt fàcilment trobar una relació de recurrència que ens permetrà obtenir el polinomi n-èsim a partir dels dos anteriors; vegem-ho:
| Definim la família de polinomis de Txebixov de primer tipus com: {\displaystyle \,T_{0}(x)=1} {\displaystyle \,T_{1}(x)=x} {\displaystyle T_{n+1}(x)=2xT_{n}(x)-T_{n-1}(x),\quad n\geq 2} |

Ara que coneixem la recurrència, podem fàcilment trobar els diferents polinomis de Txebixov. Per exemple, per trobar el valor de {\displaystyle T_{2}(x)} fem el següent:

{\displaystyle T_{2}(x)=2xT_{1}(x)-T_{0}(x)=2x\cdot x-1=2x^{2}-1}

Més endavant donarem una taula amb els primers polinomis de Txebixov.

### Segon tipus
Tal com hem fet abans, començarem donant una definició trigonomètrica dels polinomis de Txebixov de segon tipus, i encara que sigui menys intuïtiva, ens serà útil més endavant:
| Definim la família de polinomis de Txebixov de segon tipus com: {\displaystyle U_{n}(x)={\frac {\sin[(n+1)\arccos x]}{\sin(\arccos x)}}={\frac {\sin[(n+1)\theta ]}{\sin \theta }},\quad n\geq 0} |

De la mateixa manera que hem vist, podem trobar una recurrència, que ens facilitarà molt les coses en algunes circumstàncies:
| Definim la família de polinomis de Txebixov de segon tipus com: {\displaystyle \,U_{0}=1} {\displaystyle \,U_{1}=2x} {\displaystyle U_{n+1}=2xU_{n}(x)-U_{n-1}(x),\quad n\geq 2} |

Es veu clarament en la forma recurrent que la relació entre els polinomis de primer i segon tipus és realment estreta, donat que l'única diferència que presenten és en el terme inicial {\displaystyle U_{1}(x)=2x}, i la fórmula de la recurrència és la mateixa.

## Ortogonalitat
Sigui {\displaystyle L_{w}^{2}(I)} l'espai de les funcions de quadrat integrable sobre l'interval {\displaystyle I\,}, podem definir un producte escalar entre dues funcions de la següent manera:

{\displaystyle \langle f,g\rangle _{w}=\int _{I}f(x)g(x)w(x)dx}

On {\displaystyle w(x)} és una funció de ponderació. En aquestes circumstàncies, direm que dues funcions són ortogonals respecte al pes {\displaystyle w(x)}, si {\displaystyle \langle f,g\rangle _{w}=0}.
Els polinomis de Txebixov de primera classe són ortogonals en l'interval [−1,1] respecte al pes 

{\displaystyle w(x)={\frac {1}{\sqrt {1-x^{2}}}}}

i a més a més es pot demostrar que

{\displaystyle \langle T_{n},T_{m}\rangle _{w}=\int _{-1}^{1}T_{n}(x)T_{m}(x){\frac {dx}{\sqrt {1-x^{2}}}}=\left\{{\begin{matrix}0&\mathrm {si} &n\neq m\\\pi &\mathrm {si} &n=m=0\\\pi /2&\mathrm {si} &n=m\neq 0\end{matrix}}\right.\,\!}

De manera molt semblant, els polinomis de segona espècie són ortogonals respecte al pes

{\displaystyle w(x)={\sqrt {1-x^{2}}}\,\!}

en l'interval [−1,1], i a més a més tenim:

{\displaystyle \int _{-1}^{1}U_{n}(x)U_{m}(x){\sqrt {1-x^{2}}}\,dx=\left\{{\begin{matrix}0&\mathrm {si} &n\neq m\\\pi /2&\mathrm {si} &n=m\end{matrix}}\right.\,\!}

## Exemples

Els primers polinomis de Txebixov del primer tipus en el domini −1 < x < 1:
The flat T_{0}, T_{1}, T₂, T₃, T₄ and T₅.

Els primers polinomis de Txebixov del segon tipus en el domini −1 < x < 1: The flat U_{0}, U_{1}, U₂, U₃, U₄ and U₅.
Tot i quedar fora de la gràfica, U_{n}(1) = n + 1 and U_{n}(−1) = (n + 1)(−1)^{n}.

Els primers polinomis de Txebixov del primer tipus són:
{\displaystyle T_{0}(x)=1\,}
{\displaystyle T_{1}(x)=x\,}
{\displaystyle T_{2}(x)=2x^{2}-1\,}
{\displaystyle T_{3}(x)=4x^{3}-3x\,}
{\displaystyle T_{4}(x)=8x^{4}-8x^{2}+1\,}
{\displaystyle T_{5}(x)=16x^{5}-20x^{3}+5x\,}
{\displaystyle T_{6}(x)=32x^{6}-48x^{4}+18x^{2}-1\,}
{\displaystyle T_{7}(x)=64x^{7}-112x^{5}+56x^{3}-7x\,}
{\displaystyle T_{8}(x)=128x^{8}-256x^{6}+160x^{4}-32x^{2}+1\,}
{\displaystyle T_{9}(x)=256x^{9}-576x^{7}+432x^{5}-120x^{3}+9x.\,}
{\displaystyle T_{10}(x)=512x^{10}-1280x^{8}+1120x^{6}-400x^{4}+50x^{2}-1.\,}
{\displaystyle T_{11}(x)=1024x^{11}-2816x^{9}+2816x^{7}-1232x^{5}+220x^{3}-11x.\,}
Els primers polinomis de Txebixov del segon tipus són:
{\displaystyle U_{0}(x)=1\,}
{\displaystyle U_{1}(x)=2x\,}
{\displaystyle U_{2}(x)=4x^{2}-1\,}
{\displaystyle U_{3}(x)=8x^{3}-4x\,}
{\displaystyle U_{4}(x)=16x^{4}-12x^{2}+1\,}
{\displaystyle U_{5}(x)=32x^{5}-32x^{3}+6x\,}
{\displaystyle U_{6}(x)=64x^{6}-80x^{4}+24x^{2}-1\,}
{\displaystyle U_{7}(x)=128x^{7}-192x^{5}+80x^{3}-8x\,}
{\displaystyle U_{8}(x)=256x^{8}-448x^{6}+240x^{4}-40x^{2}+1\,}
{\displaystyle U_{9}(x)=512x^{9}-1024x^{7}+672x^{5}-160x^{3}+10x.\,}